# Nyitra (comitaat)
Het comitaat Nyitra (Hongaars: Nyitra vármegye, Latijn: Comitatus Nitriensis) is een historisch Hongaars comitaat, gelegen in het westen van het huidige Slowakije, dat bestond tussen de 10e eeuw en 1920. Het is hiermee een van de oudste comitaten van Hongarije. Het werd bestuurd vanuit het kasteel van Nyitra. In de 11e eeuw kwam de landbrug bij de stad Prievidza. Rond 1208 was de stamvader van de familie Szentgyörgyi het hoofd van dit comitaat. Het zuidelijke deel van het comitaat werd in 16e en 17e eeuw bezet door het Ottomaanse rijk.

## Ligging
Het gebied werd begrensd door de rivier de Morava in het noorden, de stad Nové Zámky in het zuiden, het gebied had een landbrug met de stad Prievidza. De rivier de Váh stroomde door het gebied.
Het comitaat grensde in het noorden aan het comitaat Trencsén, in het noordoosten aan het comitaat Turóc, in het oosten aan het comitaat Bars, aan de zuidzijde aan het comitaat Komárom, in het westen aan het comitaat Pozsony en in het noordwesten aan het toenmalige Oostenrijkse Moravië, nu in Tsjechië gelegen. Het zuiden van het gebied was betrekkelijk vlak terwijl de overige delen bergachtig zijn, afgewisseld met lager gebied. Nabij de stad Prievidza liggen delen in een hooggebergte.

## Deelgebieden
| Districten (járások)                        | Districten (járások)                                |
| District                                    | Hoofdstad                                           |
| ------------------------------------------- | --------------------------------------------------- |
| Nyitra                                      | Nyitra, tegenwoordig Dunajská Streda                |
| Galánta                                     | Galánta, tegenwoordig Galanta                       |
| Vágsellye, tegenwoordig Šaľa                | Tornóc, ook wel Trnovec nad Váhom                   |
| Vágújhely                                   | Vágújhely, tegenwoordig Nové Mesto nad Váhom        |
| Galgóc                                      | Galgóc, tegenwoordig Hlohovec                       |
| Nagytapolcsány                              | Nagytapolcsány, tegenwoordig Topoľčany              |
| Privigye                                    | Privigye, tegenwoordig Prievidza                    |
| Érsekújvár, tegenwoordig Nové Zámky         | Nagysurány, ook wel Šurany                          |
| Miava                                       | Miava, tegenwoordig Myjava                          |
| Szenic                                      | Szenic, tegenwoordig Senica                         |
| Szakolca, tegenwoordig Skalica              | Holics, tegenwoordig Holíč                          |
| Pöstyén                                     | Pöstyén, tegenwoordig Piešťany                      |
| Nyitrazsámbokrét                            | Nyitrazsámbokrét, tegenwoordig Žabokreky nad Nitrou |
| Stadsdistricten (rendezett tanácsú városok) |                                                     |
| Nyitra, tegenwoordig Nitra                  |                                                     |
| Érsekújvár, tegenwoordig Nové Zámky         |                                                     |
| Szakolca, tegenwoordig Skalica              |                                                     |